# Vähä Rooholma
Vähä Rooholma är en ö i Finland. Den ligger i sjön Isojärvi och i kommunen Påmark i den ekonomiska regionen  Björneborgs ekonomiska region  och landskapet Satakunta, i den sydvästra delen av landet, 240 km nordväst om huvudstaden Helsingfors. Öns area är 2,5 hektar och dess största längd är 290 meter i nord-sydlig riktning.